# Rottenführer
Rottenführer (hrvatski: vođa skupine) naziv je za čin Sturmabteilunga i Schutzstaffela koji je stvoren 1932. Čin Rottenführera rabilo je i nekoliko ostalih nacionalsocijalističkih vojnih skupina. Rottenführer je bio čin iznad Sturmmanna.
Obilježje Rottenführera bile su četiri srebrne linije na praznome crnom polju na kolaru. Na sivim bojnim uniformama isticao se i čin u prugama na rukavu.

## Stvaranje
Čin Rottenführera ustanovljen je 1932. u činovima SA-a iz razloga što se SA proširio i trebalo je uvesti nove činove. Pošto su rani činovi SA-a bili identični onima SS-a, Rottenführer je postao i čin SS-a.
Rottenführer je bio najniži čin u SA-u i SS-u koji je zapovijedao nekom jedinicom. Zapovijedali su Rotteom (hrvatski: skupina), koji nije imao više od pet vojnika. Rottenführer odgovara današnjem skupniku HV-a ili njmačkom Scharführeru.  
Nakon 1934., rekonstrukcija činova u SS-u načinila je da čin Rottenführera bude niži od novostvorenog čina Unterscharführera, no u SA-u je raspored činova ostao nepromijenjen, pa je čin Rottenführera ostao ispod čina Scharführera.

## Uporaba
U Waffen SS-u i Wehrmachtu, Rottenführer je odgovarao činu Obergefreitera. Dok je zapovijedao nekom jedinicom, čin Rottenführer u Waffen SS-u nije smatra dočasničkim činom.
Da bi bio promaknut, Rottenführer je morao proći borbene procjene i zadovoljiti zahtjeve o promaknuću, a u vrijeme polaganja za promaknuće, Rottenführer se nazivao Unterführer-Anwärter (hrvatski: niži kandidat časnik). Rottenführeri Waffen SS-a također su imali mogućnost polaganja za časnika kao Junkeri.
Rottenführer je bio također i čin Hitlerove mladeži, a označavao je zapovjednika mlađe skupine. Čin Oberrottenführer također je postojao u Hitlerovoj mladeži